# Diana Jakovlevová
Diana Jakovlevová (* 13. dubna 1988 Moskva, Sovětský svaz) je ruská sportovní šermířka, která se specializuje na šerm fleretem. Rusko reprezentuje od druhého desetiletí jednadvacátého století. V roce 2013 obsadila druhé místo na mistrovství Evropy v soutěži jednotlivkyň. S ruským družstvem fleretistek vybojovala v roce 2014 druhé místo na mistrovství světa a Evropy.